# Benjamin Valz
Jean Elias Benjamin Valz (Nîmes, 27 maggio 1787 – 22 aprile 1867) è stato un astronomo francese.
Dopo la laurea in ingegneria si interessò di astronomia e di comete in particolare, osservando il ritorno di quella che sarebbe poi stata chiamata Cometa Encke. In seguito portò a termine un calcolo completo dell'orbita di un'altra cometa, che gli valse un riconoscimento.
Nel 1835 Valz ipotizzò che le irregolarità nell'orbita della Cometa di Halley potessero essere spiegate ipotizzando la presenza di un pianeta sconosciuto oltre Urano (a quel tempo Nettuno non era ancora stato scoperto).
Costruì un osservatorio privato a casa sua e quando dovette abbandonarlo per prendere il posto di direttore dell'Osservatorio di Marsiglia lasciò la sua casa ad un giovane astronomo, Joseph-Jean-Pierre Laurent, che utilizzò l'osservatorio e scoprì l'asteroide 51 Nemausa. La casa, in rue Nationale a Nîmes, reca ancora oggi una placca in ricordo della scoperta.
Allo stesso Valz è stata in passato attribuita la scoperta di due asteroidi, 20 Massalia e 25 Phocaea, ma oggi le scoperte sono accreditate rispettivamente all'astronomo italiano Annibale de Gasparis e al collega di Valz Jean Chacornac.